# レフ・プイシュノフ
レフ・ニコラエヴィチ・プイシュノフ（ロシア語: Лев Николаевич Пышнов, ラテン文字転写例：Lev Nikolayevich Pyshnov, Leff Nicolas Pouishnoff, 1891年10月11日(ユリウス暦：9月29日) - 1959年5月28日）は、ロシア出身のピアノ奏者。
オデッサ出身。3歳の時から音楽の才能を示し、5歳で人前でピアノを弾いたが、音楽の天才少年として売り出すことに否定的だった両親の配慮により、当初は特段の音楽教育は施されなかった。9歳の時に父親が死去したことにより、母親の故郷であるキエフに移住して化学の勉強にしばらく熱中した。14歳の時に地元の歌劇場のオーケストラに参加した縁でフョードル・シャリアピンの知己を得、シャリアピンの勧めでサンクトペテルブルク音楽院に進学し、アンナ・エシポワにピアノ、ニコライ・リムスキー＝コルサコフ、アナトーリ・リャードフやアレクサンドル・グラズノフに作曲、ニコライ・チェレプニンに指揮法を学んだ。1910年には音楽院からディプロマを得てヨーロッパに遊学し、アレクサンダー・ボロフスキー、ユリウス・イッサーリス、エトヴィン・フィッシャー、アルフレッド・ヘーンの各氏のレッスンを受けた。1911年には帰国して演奏活動を始め、1913年から1917年までトビリシ音楽院でピアノを教えた。1919年にペルシャに演奏旅行に行き、帰国後にパリ経由でイギリスに亡命した。1924年にはアメリカに演奏旅行に出かけて成功を収めた。1935年にはイギリス国籍を取得。
ロンドンにて没。